# I Live for You
«I Live For You»  (рус. Я живу для тебя) — песня Джорджа Харрисона, изначально записанная в 1970 году в ходе работы над альбомом All Things Must Pass. Качество записи песни Харрисону не понравилось, и композиция не попала на альбом. Тридцать лет спустя, в 2000 году, Харрисон доработал песню, значительно улучшив партию ударных. В 2001 году песня вышла как бонусный трек к юбилейному переизданию альбома All Things Must Pass.
Принимая во внимание глубокие религиозные взгляды Харрисона, текст песни можно истолковать как выражающий преданность Богу. Однако, так же как и в случае с рядом других песен Харрисона, текст также может интерпретироваться как лирический.